# 孟鹤堂
孟鶴堂（1988年4月26日—），本名孟祥辉，藝名鶴堂，著名相声演员于谦义子。

## 经历
孟鶴堂于2008年入科，2009年6月13日，随“鶴”字科第一批拜师成为“頭鶴”成员，現為德云七队隊長，搭檔是周九良。
- 2010年 開始與搭檔周九良合作演出。
- 2017年 担任德云七队队长。
- 2018年 1月 于北京工人俱乐部金沙剧场举办首次个人专场演出。
- 2018年 7月 8日 赴日本东京参加“德云社全球巡演东京站”演出。[2]
- 2018年 9月 与搭档周九良获得《相声有新人》冠军。[3][4]
- 2019年 2月19日 参加湖南卫视元宵喜乐会，与搭档周九良合作表演相声《万物皆可盘》。
- 2020年 与搭档周九良获得《欢乐喜剧人第六季》亚军。
- 2021年 1月 的知乎首个情景式剧场晚会“答案奇遇夜”中，德云社“云鹤九霄”四科代表烧饼、孟鹤堂、周九良和郭霄汉，出演情景剧《如果德云社是魔法学校》。[5]
- 2021年7月21日，因河南暴雨引發嚴重洪災，向鄭州市紅十字會捐款30萬人民幣

## 演出相關

#### 电影
| 上映年份 | 片名                   | 角色 | 備註 |
| 2020年   | 《大贏家》             | 周游 |      |
| 2025年   | 《苍茫的天涯是我的爱》 | 小何 |      |
| 待上映   | 《逃离星期一》         |      |      |
| 待上映   | 《粉墨江湖》           |      |      |

#### 網路剧
| 首播年份     | 播出平台 | 節目名稱       | 角色     | 備註       |
| 2017年       | 搜狐視頻 | 《林子大了》   | 節目星探 |            |
| 2019年       | 愛奇藝   | 《能耐大了》   | 唐堂     |            |
| 2022年2月3日 | 愛奇藝   | 《瓦舍江湖》   | 蘭陵     | 郭德綱監製 |
| 2024年       |          | 《萬春逗笑社》 | 徐小千   |            |

#### 常駐综艺
| 首播日期 | 首播日期                                 | 電視臺   | 節目名稱             | 備註                 |
| 2010年   | 11月17日                                 | 天津卫视 | 《今夜有戏》         | 德云社达人秀         |
| 2014年   | 1月6日                                   | 辽宁卫视 | 《大谦世界》         | 担任副主持人         |
| 2018年   | 8月11日-10月27日                         | 东方卫视 | 《相声有新人》       | 与搭档周九良獲得冠军 |
| 2020年   | 1月26日-5月3日                           | 东方卫视 | 《欢乐喜剧人第六季》 | 与搭档周九良獲得亞军 |
| 2020年   | 8月13日-10月3日                          | 湖南卫视 | 《新手驾到》         | 老司機顧問           |
| 2020年   | 8月27日-10月30日                         | 騰訊視頻 | 《德云鬥笑社第一季》 | 冠军                 |
| 2021年   | 8月20日-10月24日                         | 騰訊視頻 | 《德云鬥笑社第二季》 | 綱䨻男孩             |
| 2021年   | 12月10日-2022年2月25日                   | 東方衛視 | 《冠軍對冠軍》       |                      |
| 2022年   | 5月22日 - 至今（因节目正持续更新播放中） | 東方衛視 | 《開播！情景喜劇》   |                      |

#### 相聲作品
| 作品               | 表演者                                                | 備註                                   |
| 《写春联》         | 孟鹤堂、周九良                                        | 北京湖广会馆德云社                     |
| 《五红图》         | 孟鹤堂、周九良                                        | 北京湖广会馆德云社                     |
| 《八大吉祥》       | 孟鹤堂、周九良                                        | 相声有新人全国巡演石家庄站             |
| 《打灯谜》         | 孟鹤堂、张德燕                                        | 南京德云社                             |
| 《六口人》         | 孟鹤堂、周九良                                        | 北京天桥德云社                         |
| 《反七口》         | 孟鹤堂、周九良                                        | 北京湖广会馆德云社                     |
| 《羊上树》         | 孟鹤堂、郭天翼                                        | 德云社孟鹤堂专场                       |
| 《铃铛谱》         | 孟鹤堂、郎鹤炎                                        | 北京天桥德云社                         |
| 《地理图》         | 孟鹤堂、周九良                                        | 北京天桥德云社                         |
| 《偷斧子》         | 孟鹤堂、周九良                                        | 北京湖广会馆德云社                     |
| 《欢声笑语》       | 孟鹤堂、周九良                                        | 德云社孟鹤堂专场                       |
| 《黄鹤楼》         | 孟鹤堂、周九良                                        | 南京德云社                             |
| 《万物皆可盘》     | 孟鹤堂、周九良                                        | 湖南卫视元宵喜乐会                     |
| 《周文王》         | 孟鹤堂、周九良                                        | 2018德云社全球巡演东京站               |
| 《文玩》           | 孟鹤堂、周九良                                        | 《相声有新人》                         |
| 《有话好好说》     | 孟鹤堂、周九良                                        | 山东卫视春晚                           |
| 《如果没有航天》   | 孟鹤堂、周九良                                        | 《逐梦航天——2019“中国航天日”文艺晚会》 |
| 《相声一家亲》     | 孟鹤堂、周九良、谢金、李鹤东 金霏、陳曦、姬天语、刘喆 | 《春满东方·2019东方卫视春节晚会》      |
| 《四郎探母》       | 孟鹤堂、周九良                                        | 《德云鬥笑社第一季》                   |
| 《一段悲傷的相聲》 | 孟鹤堂、岳雲鵬                                        | 《德云鬥笑社第二季》                   |
| 《特工學院》       | 孟鹤堂、周九良                                        |                                        |
| 《兒童相聲》       | 孟鹤堂、周九良                                        |                                        |
| 《還音丹》         | 孟鹤堂、周九良                                        |                                        |
| 《加勒比水盜》     | 孟鹤堂、周九良                                        | 20231023北展                           |
| 《平行宇宙》       | 孟鹤堂、周九良                                        | 20231111成都                           |

## 音樂作品

### 单曲
| 发行日期 | 发行日期 | 歌曲名称         | 备注                                           |
| 2019年   | 5月10日  | 《一起》         | 與周九良共同演唱                               |
| 2020年   | 12月11日 | 《傻傻笑》       | 與段奧娟、燒餅、曹鶴陽、尚九熙、周九良共同演唱 |
| 2021年   | 10月19日 | 《三打白骨精》   |                                                |
| 2021年   | 6月1日   | 《一段悲傷的歌》 |                                                |

## 代言
| 年份   | 品牌/產品 | 品項               | 備註 |
| 2021年 | 歐珀萊    | 臻粹輕齡系列代言人 |      |

## 外部連結
- 孟鹤堂的新浪微博
- 孟鹤堂的Instagram帳戶

| 从师   | 辈分   | 收徒 |
| 郭德綱 | 第九代 | 陳浩 |